# Orestes
Flavius Orestes (d. 28 august 476) a fost un general și un politician roman care, pentru scurt timp, a condus Imperiul Roman de Apus (în 475 - 476).

## Biografie
Flavius Orestes a fost tatăl lui Romulus Augustulus. S-a născut ca aristocrat (patrician) în Pannonia Savia și a fost, probabil, cel puțin parțial, de origine germanică; a fost fiul lui Tatulus, care era păgân.
În 475 preia controlul Ravennei și îl forțează pe Nepos să plece spre Dalmația. Cum Orestes nu putea deveni împărat, îl proclamă împărat pe fiul său de 12 ani, Romulus Augustulus, dar autoritatea împăratului se limita doar la sudul Galiei și în Italia. Este ucis de Odoacru pe 28 august 476, în momentul când acesta a cucerit Ravenna și l-a deposedat pe Romulus, Odoacru declarându-se rege al Italiei.